# Пасиковци
Пасиковци су насељено место у општини Брестовац, у западној Славонији, Република Хрватска.

## Историја
До нове територијалне организације налазило се у саставу бивше велике општине Славонска Пожега.

## Становништво
Насеље је према попису становништва из 2011. године имало 22 становника.
| Националност       | 1991.       |
| Срби               | 69 (79,31%) |
| Хрвати             | 1 (1,14%)   |
| Југословени        | 6 (6,89%)   |
| остали и непознато | 11 (12,64%) |
| Укупно             | 87          |